# Francisco Lacueva
Francisco Lacueva Lafarga (Sant Celoni, 28 de septiembre de 1911-Bath, Inglaterra, 11 de septiembre de 2005) fue un teólogo, misionero y escritor español que dejó una huella profunda en la teología evangélica hispanohablante. Se formó inicialmente en la Iglesia católica, donde llegó a ocupar cargos importantes como coadjutor, profesor y canónigo magistral.
Su vida experimentó un giro decisivo cuando, influido por el pastor Samuel Vila, abrazó la fe evangélica en octubre de 1961, renunciando a sus cargos eclesiásticos previos.
Posteriormente, Lacueva desarrolló una activa labor misionera y docente, trabajando en países como Inglaterra, Guatemala y España, y dejando un legado literario y teológico notable.

## Biografía

### Formación temprana
Fue formado en el seno de una familia católica y se inició en el camino del sacerdocio, ingresando al seminario a una edad temprana. Obtuvo la licenciatura y el doctorado en Teología Dogmática por la Universidad Pontificia de Salamanca, lo que le permitió desarrollar una sólida base académica. Durante su etapa en la Iglesia católica, ocupó cargos relevantes, entre ellos el de canónigo magistral en la catedral de Tarazona de Aragón.

### Conversión y nuevo ministerio
El 21 de octubre de 1961, Lacueva experimentó una conversión al protestantismo evangélico, decisión motivada por su profundo estudio bíblico y la influencia del pastor Samuel Vila. Poco después, en 1962, asistió a su primer servicio evangélico en Barcelona y Tarrasa, y fue bautizado el 27 de junio en la Iglesia bautista de Holland Road en Brighton & Hove (Inglaterra), marcando el inicio de su ministerio en esta nueva comunidad de fe.
Tras su conversión, renunció a sus funciones anteriores y se dedicó de manera plena a la evangelización. Su trabajo incluyó la transmisión de mensajes radiofónicos desde Inglaterra, colaboraciones con diversas organizaciones misioneras como The Sentinel’s Missionary Union, la Sociedad Bíblica Trinitaria y la Strict Baptist Mission. En 1969, fue enviado como misionero a España acompañado de su esposa, Enid-Beryle Beard, y sus tres hijas, lo que amplió su labor en tierras ibéricas.
Posteriormente, se desempeñó como docente en el Instituto Bíblico de Galicia y ejerció la enseñanza teológica en distintos escenarios internacionales, incluyendo Guatemala e Inglaterra.
Lacueva falleció el 11 de septiembre de 2005 en Bath (Inglaterra), cerrando un ciclo de más de noventa años de intensa actividad teológica y misionera.

## Reconocimientos

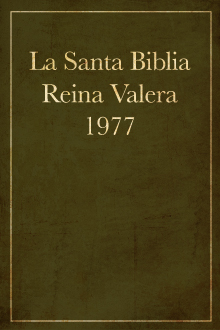
La santa Biblia: antigua versión de Casiodoro de Reina (1569) revisada por Cipriano de Valera (1602) y cotejada posteriormente con diversas traducciones, y con los textos hebreo y griego: Revisión 1977

El legado de Francisco Lacueva se reconoce en el ámbito teológico evangélico como uno de los más brillantes de su tiempo, destacándose tanto por su erudición como por su compromiso pastoral. Diversas publicaciones y ensayos, como Ensayos teológicos en honor de D. Francisco Lacueva, atestiguan el respeto y la admiración de la comunidad académica y religiosa.
Su liderazgo en la revisión de la Biblia Reina-Valera 1977, que incluyó interpretaciones innovadoras en pasajes como Habacuc 2:2, se considera un hito en la historia de las traducciones bíblicas en español.

## Obras
La producción literaria de Lacueva es extensa y abarca diversos géneros teológicos y doctrinales. Entre sus publicaciones más destacadas se encuentran:
- Nuevo Testamento interlineal griego-español.[2][5]
- Espiritualidad trinitaria y Un Dios en tres personas, donde expuso sus estudios sobre la Trinidad.[2]
- El hombre: su grandeza y su miseria, obra que analiza la condición humana desde una perspectiva teológica.[2]
- Doctrinas de la gracia, en la que inicialmente defendió una postura calvinista, para luego matizarla.[2][3]
- La Iglesia, cuerpo de Cristo y Catolicismo romano, en las cuales exploró las estructuras y prácticas eclesiásticas.[2]
- Escatología y otros escritos sobre los eventos futuros según el texto bíblico.[2][11] Lacueva defiende el dispensacionalismo y utiliza una hermenéutica literalista para interpretar Apocalipsis 21, llegando a calcular el número de ciudadanos de la Jerusalén celestial. Esta obra ilustra su enfoque innovador y riguroso en el análisis de textos apocalípticos.[11]
- Su autobiografía Mi camino de Damasco relata el proceso de conversión y el camino espiritual que recorrió.[2][6]

Adicionalmente, Lacueva fue autor del Curso de formación teológica evangélica, colaboró en la traducción y adaptación del Comentario bíblico de Matthew Henry y dirigió la revisión de la Biblia Reina-Valera 1977, consolidando su influencia en el estudio bíblico.
Entre otros proyectos, preparó un léxico hebreo y desarrolló cursos de hebreo, lo que evidencia su compromiso con el estudio profundo de los idiomas bíblicos.